# 荊州駅
荊州駅（けいしゅうえき、中国語:荊州站、拼音:Jīngzhōu zhàn）は、中国湖北省荊州市荊州区にある中国鉄路総公司武漢鉄路局が管轄する鉄道駅である。

## 概要
荊州駅は漢宜線 204km+915mの地点に位置し、武漢鉄道局に所属する。

### 駅舎

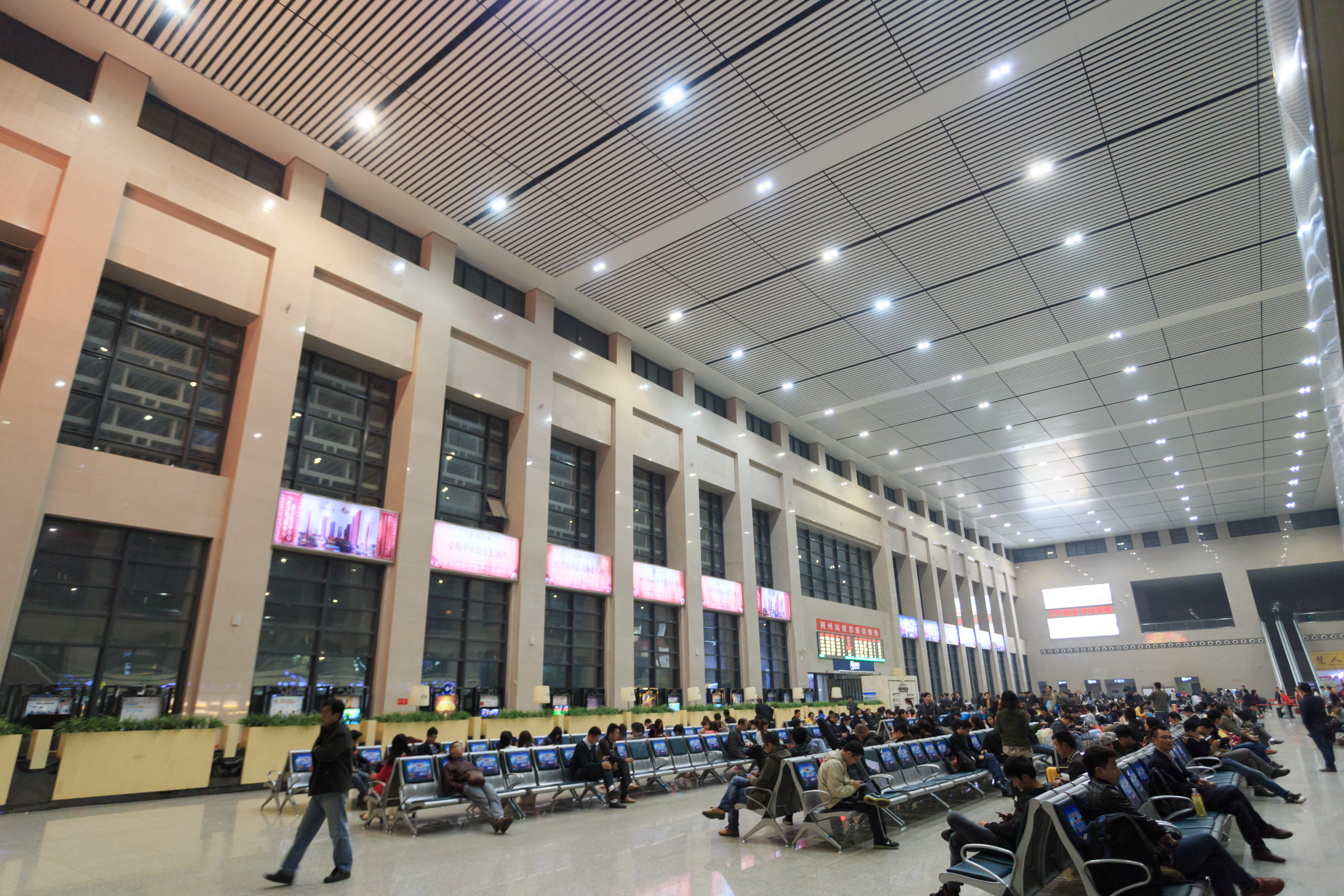
待合室

駅舎の敷地面積は11,980平方メートル、駅舎の中央が平屋の待合室、その両側は二階建て（中二階がある）鉄筋コンクリート構造である。駅舎全体のデザインは左右対称配置で、乗客の動線は所謂「下進下出」式、つまり地下道より出入りする。駅本屋正面が駅前広場となっている。

### 設備
出札口は駅舎西側にあり、8か所の出札窓口と、その西側に自動券売機が設置されている。 駅舎中央部が待合室となっており、面積は4,446㎡あり、その北側にあるエスカレーターと階段を通りホームへ移動する。 東側は出口となっており、ホームから出口へとつながる地下道へ階段、エスカレーターで降りて出口へ向かう。

## のりば

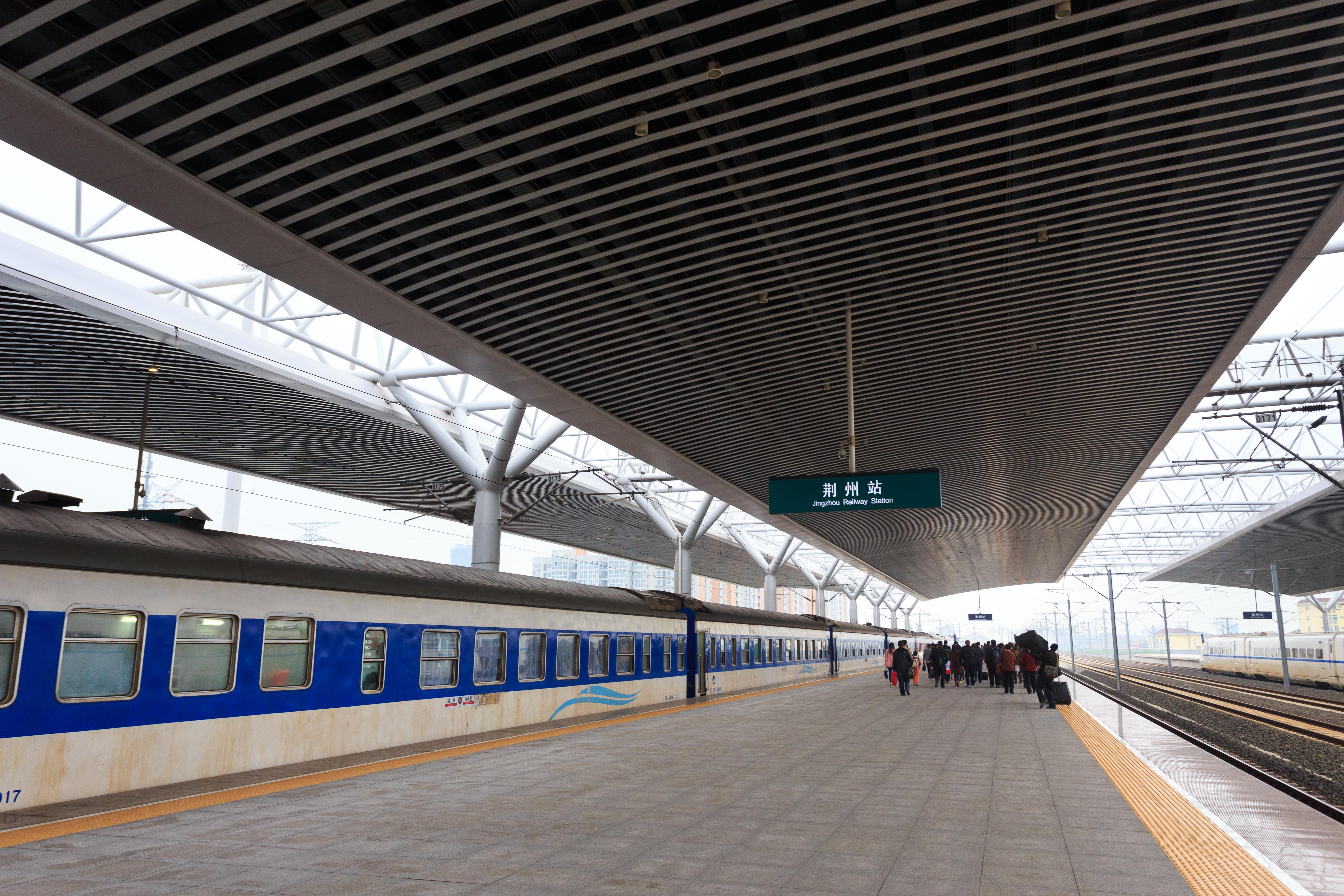
プラットホーム

| 北↑                    |
| 7番線                  |
| 5番ホーム              |
| 4番ホーム              |
| 6番線                  |
| V番線 （寧蓉上り本線)  |
| IV番線 （寧蓉下り本線) |
| 3番線                  |
| 3番ホーム              |
| 2番ホーム              |
| 2番線                  |
| 1番線                  |
| 1番ホーム              |

## バス
市バス:
104系統、24系統、49系統、32系統、42系統、25系統、21系統、15系統、22系統区間車

## 隣の駅
中国鉄路総公司
滬漢蓉旅客専用線
潜江駅 - 荊州駅 - 枝江北駅